# Васенина, Тамара Петровна
Тамара Петровна Васенина (урождённая Дубкова, 15 января 1933, Ивановская область — 21 ноября 2020, Иваново) — главный зоотехник совхоза «Заря» Фурмановского района Ивановской области, Герой Социалистического Труда.

## Биография
Родилась 15 января 1933 года в деревне Боняково Шуйского района Ивановской области в крестьянской семье. Русская. В 1950 году окончила среднюю школу в селе Колобово того же района и поступила в институт.
Окончила Ивановский сельскохозяйственный институт, зоотехническое отделение. По распределению уехала зоотехником в совхоз «Заря» Фурмановского района той же области, где проработала 18 лет. Здесь вышла замуж и стала Васениной. Совхоз специализировался на разведении молочного скота костромской породы. Положение в хозяйстве было тяжелым: о санитарных условиях в коровниках приходилось только мечтать, не хватало кормов, надои не превышали 1800 килограммов от коровы за год.
Первые десять лет молодой зоотехник занималась селекционной работой — воспроизводством и подбором стада. Поголовье крупного рогатого скота увеличилось к 1965 году с 800 голов до 2,5 тысячи. Средний надой молока от каждой коровы близился к четырёхтысячному рубежу. Лучшим в области был и показатель жирности молока. И все это результат большого труда животноводов, умелого руководства коллективом, рачительного ведения хозяйства.
Указом Президиума Верховного Совета СССР от 22 марта 1966 года за достигнутые успехи в развитии животноводства, увеличении производства и заготовок мяса, молока, яиц, шерсти и другой продукции, Васениной Тамаре Петровне присвоено звание Героя Социалистического Труда с вручением ордена Ленина и золотой медали «Серп и Молот».
Позднее Т. П. Васенина работала главным зоотехником, директором совхоза. Животноводы «Зари» выращивали породы «знатных кровей» не только для своих ферм, молодняк поступал и в другие хозяйства области и за её пределы. В 1971 году награждение орденом Октябрьской революции.
В 1972 году была переведена в трест молочно-мясных совхозов на должность заместителя директора. Затем работала главным зоотехником треста «Овощепром» и позднее совхоза «Ивановский». С 1979 года и до выхода на пенсию трудилась в Ивановском сельскохозяйственном институте, имела ученое звание доцент. На её счету более десятка научных трудов, выступлений в центральной и областной печати.
Жила в городе Иваново. Скончалась 21 ноября 2020 года.
Награждена орденами Ленина, Октябрьской Революции, медалями.